# 佐藤正治 (野球)
佐藤 正治（さとう まさはる、1944年7月5日 - ）は、三重県出身の元プロ野球選手（外野手）。

## 来歴・人物
名古屋商科大学付属高等学校（現：名古屋国際高等学校）では、1年上にエースの鬼頭洋がいた。卒業後は専修大学に進み東都大学野球リーグで活躍。1965年の春秋季リーグでは、1年生エース芝池博明を擁し連続優勝、秋季リーグでは大倉英貴（芝工大）に次ぐ打率2位でベストナインとなる。同年の全日本大学野球選手権大会でも決勝で立命大を降し優勝している。1年上のチームメートに佐野真樹夫、同期に塩沢誠がいた。
卒業後は河合楽器に入社し、3年連続都市対抗野球大会に出場。1968年の都市対抗では決勝に進むが、富士製鐵広畑の神部年男、岡田光雄（松下電器から補強）の継投に0-1で完封負け。同大会の優秀選手に選出された。この時のチームメイトに上垣内誠、西村俊二、堀内嗣郎がいる。同年8月にはアラスカ・ゴールドパナーズとの日米親善野球試合に出場した。同年のドラフト会議で東映フライヤーズから7位指名されたが、入団を拒否。1969年の都市対抗でも準決勝まで進むが、エース若宮秀雄を擁する電電関東に惜敗。
1969年のプロ野球ドラフト会議で阪神タイガースから5位指名を受け入団。1年目から一軍に定着し、21試合に先発出場を果たす。レギュラーには届かなかったが俊足で鳴らし、リードオフマンに起用されるほか、代打、代走、守備固めと幅広く活躍した。しかし1974年にはボビー・テーラーの入団もあって出場機会が減少する。
1975年も62試合に出場したが、オフに現役を引退。その理由については、表向きは古傷の悪化などであったが、実際には江夏豊、望月充と共に南海ホークスへの移籍要員となっていたが、江夏・望月の「おまけ扱い」であることに激怒し、拒絶の意で引退したとも言われている。

## 詳細情報

### 年度別打撃成績
| 年 度     | 球 団     | 試 合 | 打 席 | 打 数 | 得 点 | 安 打 | 二 塁 打 | 三 塁 打 | 本 塁 打 | 塁 打 | 打 点 | 盗 塁 | 盗 塁 死 | 犠 打 | 犠 飛 | 四 球 | 敬 遠 | 死 球 | 三 振 | 併 殺 打 | 打 率 | 出 塁 率 | 長 打 率 | O P S |
| --------- | --------- | ----- | ----- | ----- | ----- | ----- | -------- | -------- | -------- | ----- | ----- | ----- | -------- | ----- | ----- | ----- | ----- | ----- | ----- | -------- | ----- | -------- | -------- | ----- |
| 1970      | 阪神      | 96    | 144   | 124   | 31    | 30    | 6        | 2        | 1        | 43    | 10    | 16    | 2        | 2     | 0     | 14    | 0     | 4     | 15    | 4        | .242  | .338     | .347     | .685  |
| 1971      | 阪神      | 102   | 153   | 143   | 17    | 28    | 1        | 1        | 0        | 31    | 1     | 14    | 3        | 2     | 0     | 5     | 0     | 3     | 17    | 3        | .196  | .238     | .217     | .455  |
| 1972      | 阪神      | 89    | 102   | 94    | 15    | 26    | 2        | 0        | 0        | 28    | 3     | 6     | 9        | 2     | 0     | 5     | 1     | 1     | 15    | 4        | .277  | .320     | .298     | .618  |
| 1973      | 阪神      | 87    | 177   | 155   | 11    | 28    | 2        | 1        | 1        | 35    | 7     | 5     | 2        | 2     | 1     | 17    | 1     | 2     | 20    | 1        | .181  | .269     | .226     | .494  |
| 1974      | 阪神      | 49    | 61    | 58    | 10    | 11    | 2        | 0        | 0        | 13    | 1     | 1     | 3        | 2     | 0     | 0     | 0     | 1     | 8     | 2        | .190  | .203     | .224     | .428  |
| 1975      | 阪神      | 62    | 48    | 41    | 15    | 10    | 0        | 0        | 0        | 10    | 0     | 1     | 2        | 3     | 0     | 4     | 0     | 0     | 2     | 1        | .244  | .311     | .244     | .555  |
| 通算：6年 | 通算：6年 | 485   | 685   | 615   | 99    | 133   | 13       | 4        | 2        | 160   | 22    | 43    | 21       | 13    | 1     | 45    | 2     | 11    | 77    | 15       | .216  | .281     | .260     | .541  |

### 記録
- 初出場：1970年4月16日、対中日ドラゴンズ3回戦（中日球場）、7回裏から右翼手として出場
- 初本塁打：1970年5月28日、対大洋ホエールズ8回戦（川崎球場）、5回表に鬼頭洋から2ラン
- 初先発出場：1970年5月30日、対広島東洋カープ7回戦（阪神甲子園球場）、1番・左翼手で先発出場

### 背番号
- 33 （1970年）
- 8 （1971年 - 1975年）